# 745
سنة 745 م كانت سنة بسيطة تبدأ يوم الجمعة (الرابط يظهر نموذج التقويم الكامل للسنة) من التقويم اليولياني. بدأت تسمية السنة ب745 منذ العصور الوسطى المبكرة، عندما أصبح تقويم أنو دوميني هو الأسلوب السائد في أوروبا لتسمية السنوات.

## وفيات
- أبو الخطار الكلبي
- ثابت البناني تابعي وراوي حديث
- عاصم بن أبي النجود
- يوسف بن عمر الثقفي